# 滕子 (魯莊公時期)
滕子（?—?），是春秋初期的滕国国君，名字、生卒年及在位时段不详。
滕子在《春秋经·庄公十六年》记载，前678年夏，因为前一年，郑国攻打宋国，所以这时，宋国、齐国、卫国攻打郑国。冬季，为了对郑国讲和，滕子、齐桓公、魯莊公、宋桓公、陳宣公、衛惠公、許穆公、滑伯与郑厉公在幽地一起结盟。
| 前任： 滕子 | 春秋滕國君主 前678年左右 | 繼任： 滕宣公 |